# Luchteren
Luchteren is een landelijke plaats en parochie in Drongen, een deelgemeente van de Oost-Vlaamse hoofdstad Gent (België). Luchteren heeft een paar duizend inwoners en grenst aan Drongen-centrum, Vinderhoute, Lovendegem, Merendree, Landegem en Halewijn.
Luchteren is minder druk en landelijker dan de overige parochies. De meeste handelszaken van het plaatsje bevinden zich langs de Antoon Catriestraat, de Boskeetstraat en de Beekstraat, maar de kerk, de basisschool en het enige café bevinden zich aan de Gavergrachtstraat.
Het gehucht Slindonk wordt tot Luchteren gerekend. De bebouwing van Slindonk is gegroepeerd rondom een middeleeuwse dries, waarvan de afbakening nog duidelijk aanwezig is. Het gehucht grenst aan Landegem en Merendree en telt zo'n 70 inwoners.

## Geschiedenis
Luchteren is altijd een landelijk gehuchtje geweest, behorend bij Drongen. In 1861-1862 werden het klooster, de kapel en het priesterhuis opgetrokken. In 1867 kwam er een lagere school. In de 20ste eeuw groeide het gehucht wat uit door verkavelingen.
Tijdens de Tweede Wereldoorlog werd Luchteren getroffen door een V1-bom, die terechtkwam in een weide aan de Gavergrachtstraat. Vandaag de dag is de krater op die plek nog steeds te zien.

## Bezienswaardigheden

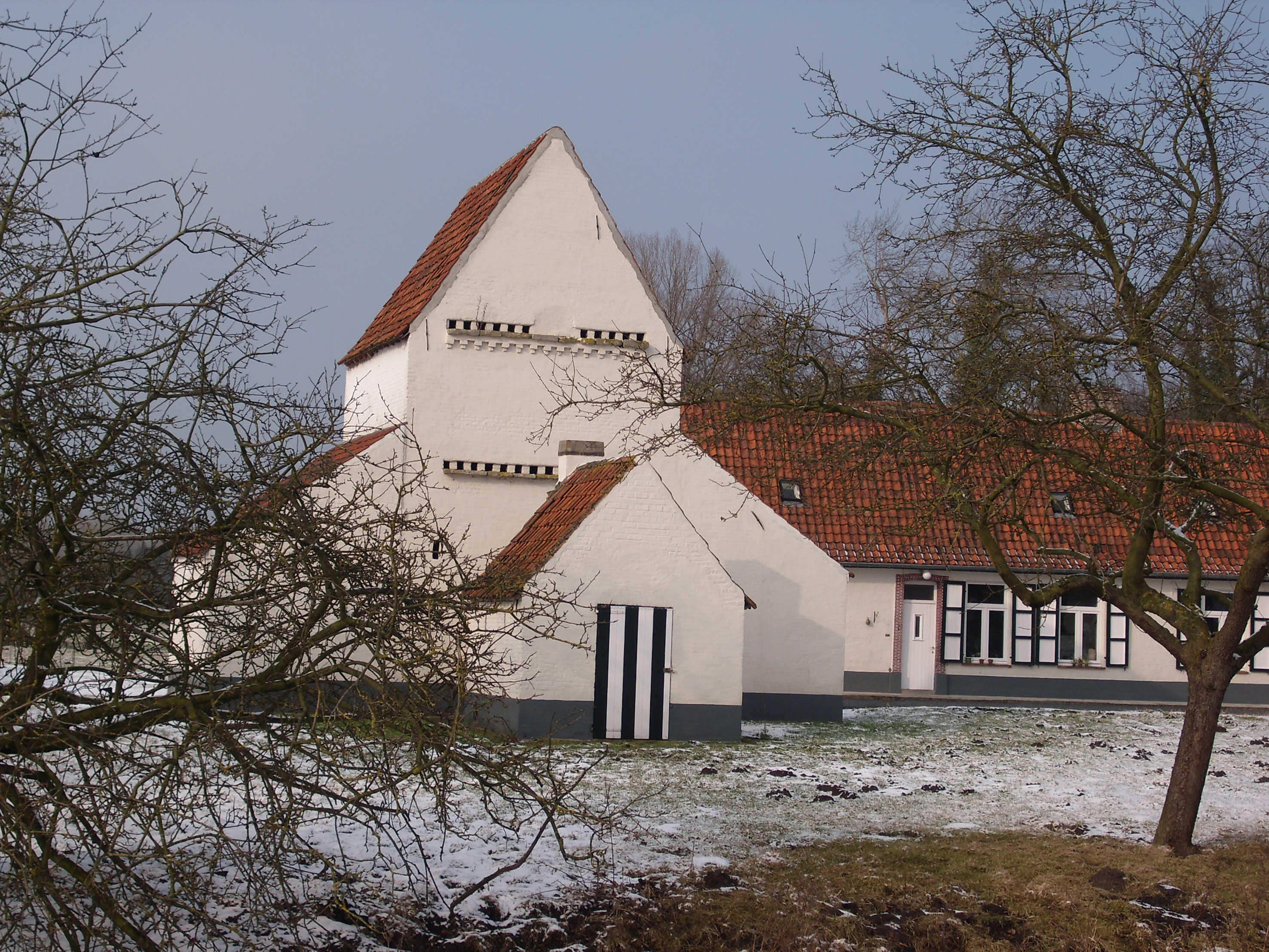
Het Rijckhof

- De Gloriette, volkscafé met in het bijzonder veel bieren
- Kasteel De Campagne, kasteel met stadspark (6 ha), kinderboerderij en basis voor Scouting, Chiro en gepensioneerden
- Leeuwenhof, straat annex natuurgebied met kijkhut voor vogelspotters
- De Onze-Lieve-Vrouwekerk
- Het achttiende-eeuwse Rijckhof aan de Beekstraat, met duiventoren
- Het kasteel IJzeren Hekken draagt in de voorgevel het jaartal 1717 en was oorspronkelijk bewoond door de familie van Larebeke.
- Het waren de eigenaars Charles van den Bogaerde-de Lens, bloedverwanten van Egide van Larebeke, die het nevenstaande complex van klooster en kapel bouwden in de Gavergrachtstraat. Verscheidene families woonden er tot notaris Jules Fobe er zijn intrek nam. Door het neerstorten van een V1 in 1944 werd veel schade aangericht, het kasteel werd afgebroken en vanaf 1947 heropgebouwd.

Daarnaast lopen door Luchteren een aantal aantrekkelijke (land)weggetjes, waaronder een handvol zogenaamde trage wegen, die zich ideaal lenen tot wandelen, fietsen en mountainbiken. Bevallig zijn met name de Heiebreestraat en andere straten in de nabijheid van het Kasteel De Campagne (met weidse uitzichten aan beide kanten en een door knotwilgen omzoomd gedeelte), het Rijkegasthuisbos dat de Heiebreestraat met de Bosstraat verbindt (met in het midden een — privaat — bosje), en het duo Stroomkenskerkweg en Bruidstraat, parallel aan elkaar, die allebei de drukkere Beekstraat en Kruisstraat met elkaar verbinden en landelijke alternatieven vormen voor de drie verharde wegen die de parochie met het centrum van de deelgemeente verbinden.

## Vervoer
Sinds januari 2024 heeft Luchteren geen rechtstreekse buslijn meer naar Gent Centrum. De vroegere Gentse stadsbus 18, die Oostakker met Merendree verbond, werd afgeschaft. Tot 1984 beschikte Halewijn, aan de grens met Luchteren, over een eigen station.
Deelgemeenten: Afsnee · Desteldonk · Drongen · Gent · Gentbrugge · Ledeberg · Mariakerke · Mendonk · Oostakker · Sint-Amandsberg · Sint-Denijs-Westrem · Sint-Kruis-Winkel · Wondelgem · Zwijnaarde

Overige dorpen, gehuchten en wijken:
Belgische gemeenten · Arrondissement Gent · Oost-Vlaanderen · Vlaanderen